# Condylostylus gorgonensis
Condylostylus gorgonensis är en tvåvingeart som beskrevs av Octave Parent 1933. Condylostylus gorgonensis ingår i släktet Condylostylus och familjen styltflugor.
Artens utbredningsområde är Colombia. Inga underarter finns listade i Catalogue of Life.